# Харацай
Хараца́й (бур. Хара Сай - Черный чай) — село в Закаменском районе Бурятии. Административный центр сельского поселения «Харацайское».

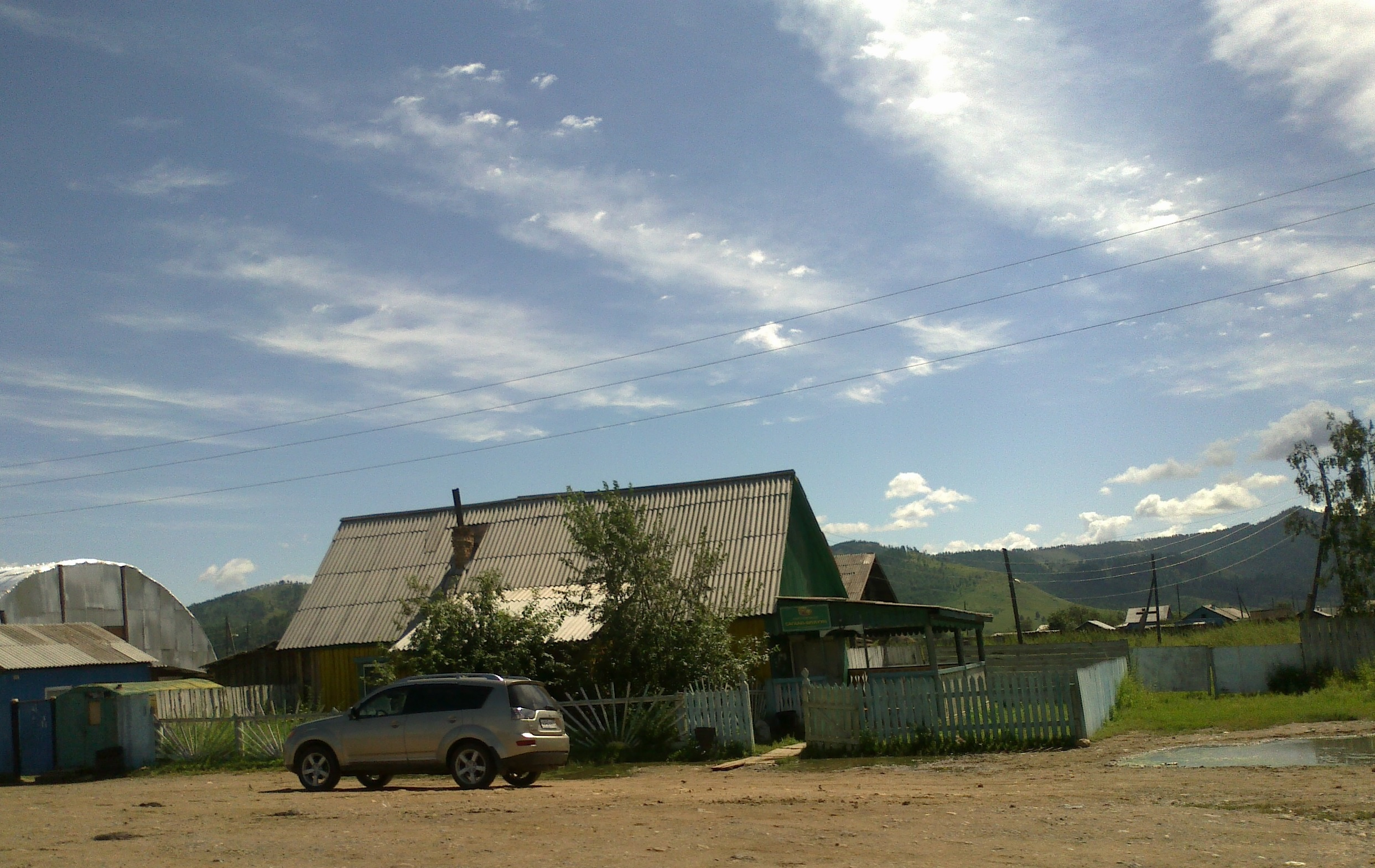
Придорожное кафе в селе Харацай

## География
Расположено на автотрассе Р440, на левом берегу реки Джида, в 97 км к востоку от города Закаменска и в 310 км к юго-западу от города Улан-Удэ. Находится на границе с Джидинским районом и является первым населённым пунктом при въезде в Закаменский район. Ближайшая железнодорожная станция Джида находится на восток от села в 140 км.

## История
Харацай основан в 1727 году казаками как караульный пункт для «пограничного смотрения». Первоначальное наименование — крепость Харацайская, в 1860 году крепость переименована в Атамано-Николаевскую станицу 1-го отдела Забайкальского казачьего войска.

## Население
| 2002 | 2010 | 2012 | 2013 | 2014 | 2015 | 2016 |
| ---- | ---- | ---- | ---- | ---- | ---- | ---- |
| 418  | ↘390 | ↘371 | ↘366 | ↘365 | ↗368 | ↗372 |
| 2017 | 2018 | 2019 | 2020 | 2021 | 2023 | 2024 |
| ↘350 | ↘341 | ↘329 | ↘325 | ↘296 | ↘295 | ↘288 |

Национальный состав
Национальный состав села смешанный: буряты, русские и др.

## Инфраструктура
- В Харацае 113 дворов
- В селе есть муниципальное образовательное учреждение «Харацайская средняя общеобразовательная школа»
- Детский сад «Теремок»
- Сельский дом культуры[18].
- Магазины
- Придорожное кафе

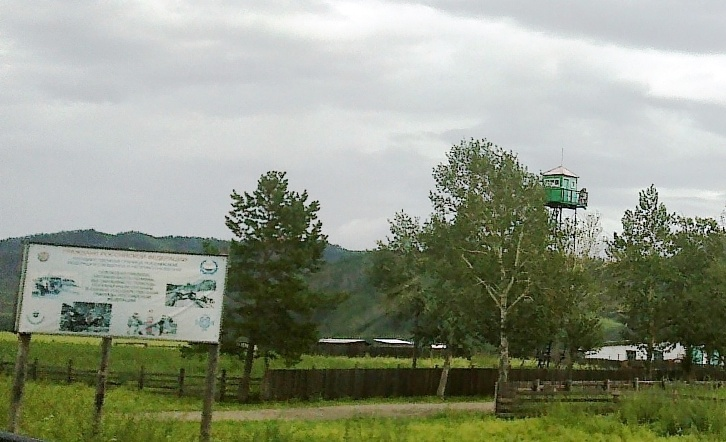
Харацайская пограничная застава

- В Харацае расположена пограничная застава[19].

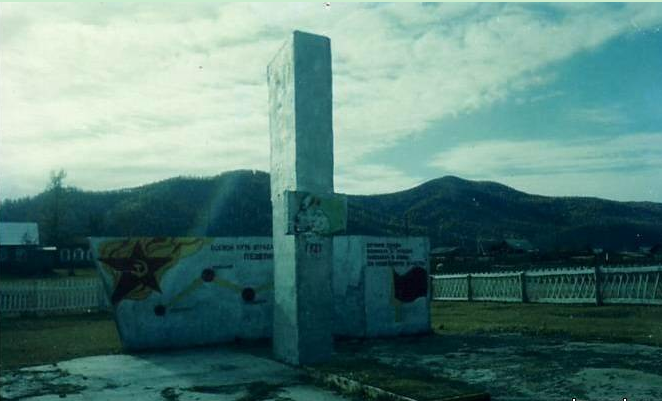
Памятник воинам-землякам в селе Харацай

## Известные люди
- Дубровский Василий Иванович — уроженец станицы Харацай 1912 года, был вторым секретарём обкома КПСС, первым заместителем председателя Совмина Бурятской АССР, а также министром производства и заготовок сельхозпродуктов, советник посольства СССР в МНР, работал секретарем Президиума Верховного Совета Бурятской АССР[20].
- Династия просвещенцев Карнаковых: священник Василий Карнаков, учитель и заведующий с 1917 года церковно-приходской, до 1942 года начальной школы — Михаил Фёдорович Карнаков и др[21].